# Povljana
Povljana je občina in turistično naselje z manjšim pristanom na otoku Pagu na Hrvaškem, ki je središče občine Povljana Zadrske županije.

## Geografija
Povljana leži na manjši vzpetini ob jugozahodni obali otoka. Kraj je z lokalno cesto povezan z ostalimi naselji na otoku. Ob cesti priti Pagu, odnosno ob drugi cesti proti Dinjaški, sta dve močvirni površini »Velo in Malo Blato«, na katerih se zadržujejo čaplje, gosi, jerebice in fazani. Obe močvirji sta ornitološka rezervata.
Kraj ima plažo z zdravilnim blatom, ki zdravi (lajša težave) pri revmatičnih obolenjih.
Plaža v zalivu je dobro zavarovana pred burjo in jugom. Zaliv je z ene strani naravno zavarovan, z druge pa ga varuje okoli 60 metrov dolg valobran, ob katerem pa zaradi nizke globine morja ni možno pristajati. V dnu zaliva je manši pristan s pomolom, ob katerem je možen privez manjših plovil.

## Prebivalstvo
Občina Povljana ima površino 38,5 km² in v njej stalno živi 713 prebivalcev (popis 2001).
| Pregled števila prebivalcev po letih | Pregled števila prebivalcev po letih | Pregled števila prebivalcev po letih | Pregled števila prebivalcev po letih | Pregled števila prebivalcev po letih | Pregled števila prebivalcev po letih | Pregled števila prebivalcev po letih | Pregled števila prebivalcev po letih | Pregled števila prebivalcev po letih | Pregled števila prebivalcev po letih | Pregled števila prebivalcev po letih | Pregled števila prebivalcev po letih | Pregled števila prebivalcev po letih | Pregled števila prebivalcev po letih | Pregled števila prebivalcev po letih |
| ------------------------------------ | ------------------------------------ | ------------------------------------ | ------------------------------------ | ------------------------------------ | ------------------------------------ | ------------------------------------ | ------------------------------------ | ------------------------------------ | ------------------------------------ | ------------------------------------ | ------------------------------------ | ------------------------------------ | ------------------------------------ | ------------------------------------ |
| 1857                                 | 1869                                 | 1880                                 | 1890                                 | 1900                                 | 1910                                 | 1921                                 | 1931                                 | 1948                                 | 1953                                 | 1961                                 | 1971                                 | 1981                                 | 1991                                 | 2001                                 |
| 132                                  | 322                                  | 207                                  | 185                                  | 176                                  | 236                                  | 236                                  | 405                                  | 635                                  | 698                                  | 746                                  | 693                                  | 655                                  | 678                                  | 713                                  |